# Elorrio
Elorrio ist ein Dorf und ein Municipio in der spanischen Provinz Bizkaia der Autonomen Gemeinschaft Baskenland in der Comarca Durangaldea (Duranguesado). Elorrio hat 7.266 Einwohner (Stand: 2024), die mehrheitlich baskischsprachig sind.

## Lage
Elorrio liegt etwa 28 Kilometer südöstlich von Bilbao in einer Höhe von ca. 145 m. Auf der Gemeindegrenze zur Provinz Gipuzkoa liegt der Berg Udalaitz (Udalatx) mit einer Höhe von 1120 m.

## Einwohnerentwicklung
| 1900 | 1910 | 1920 | 1930 | 1940 | 1950 | 1960 | 1970 | 1981 | 1991 | 2001 | 2011 | 2021 |
| ---- | ---- | ---- | ---- | ---- | ---- | ---- | ---- | ---- | ---- | ---- | ---- | ---- |
| 2776 | 2854 | 3014 | 3004 | 3077 | 3567 | 4830 | 7334 | 7857 | 7432 | 7176 | 7249 | 7383 |

## Wirtschaft
Die Gesteinsschichten der Sierras Anboto und Aramotz enthalten reichhaltige Erz-Lagerstätten und beförderten den Bergbau. Abgebaut wird unter anderem Eisen, aber auch Ocker, Graphit und Marmor.

## Sehenswürdigkeiten
- Necrópole von Argiñeta aus dem 9. Jahrhundert
- Augustinuskirche (Iglesia de San Agustín von Etxebarria), Fundamente aus dem Jahre 1053
- Basilika der Unbefleckten Empfängnis aus dem 15./16. Jahrhundert
- Konvent Santa Anna, 1699 begründet
- Brunnen von Berriozabaleta
- Palacio de Urkizu-Tola
- Rathaus

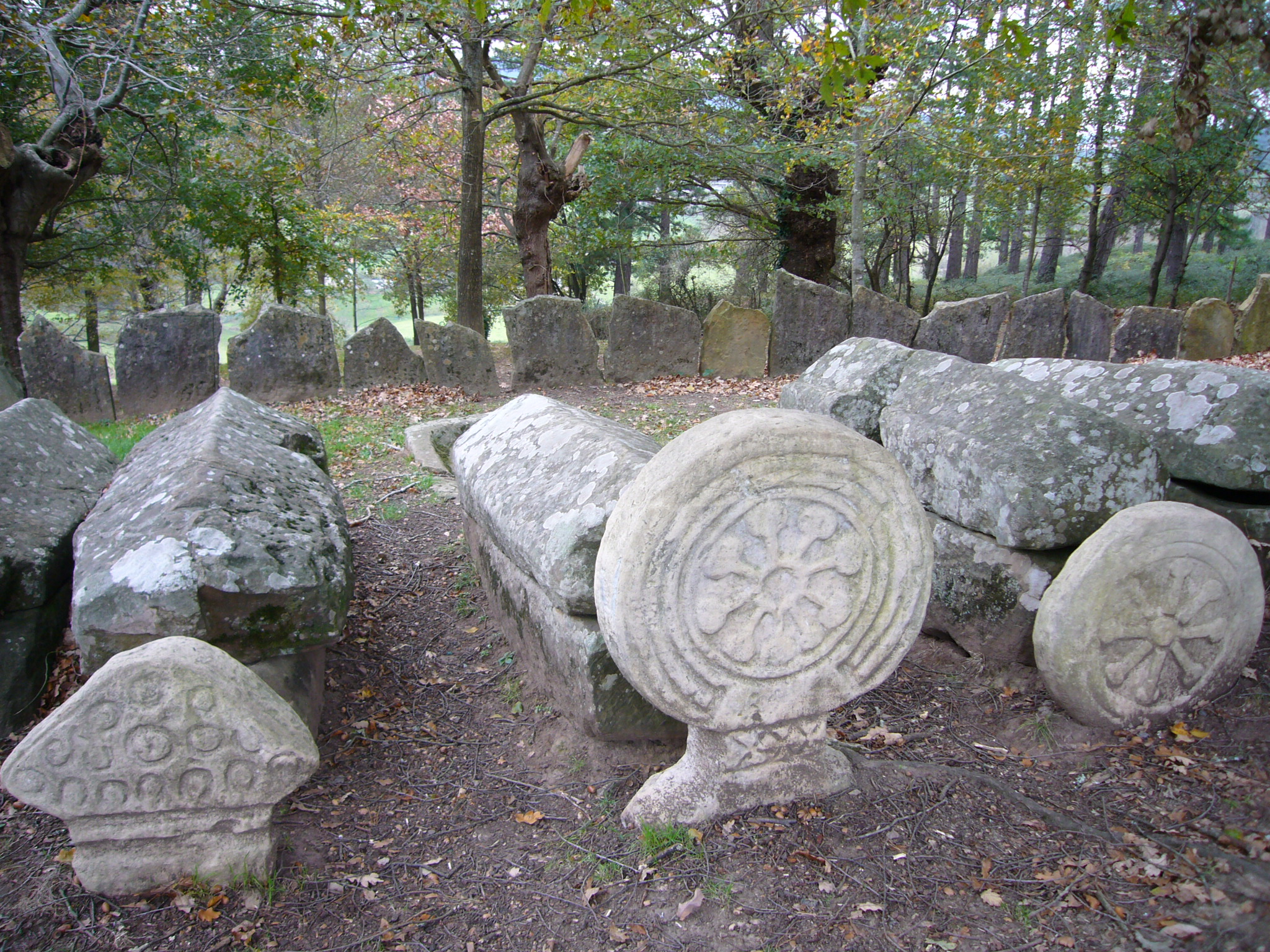
Nekropole von Argiñeta
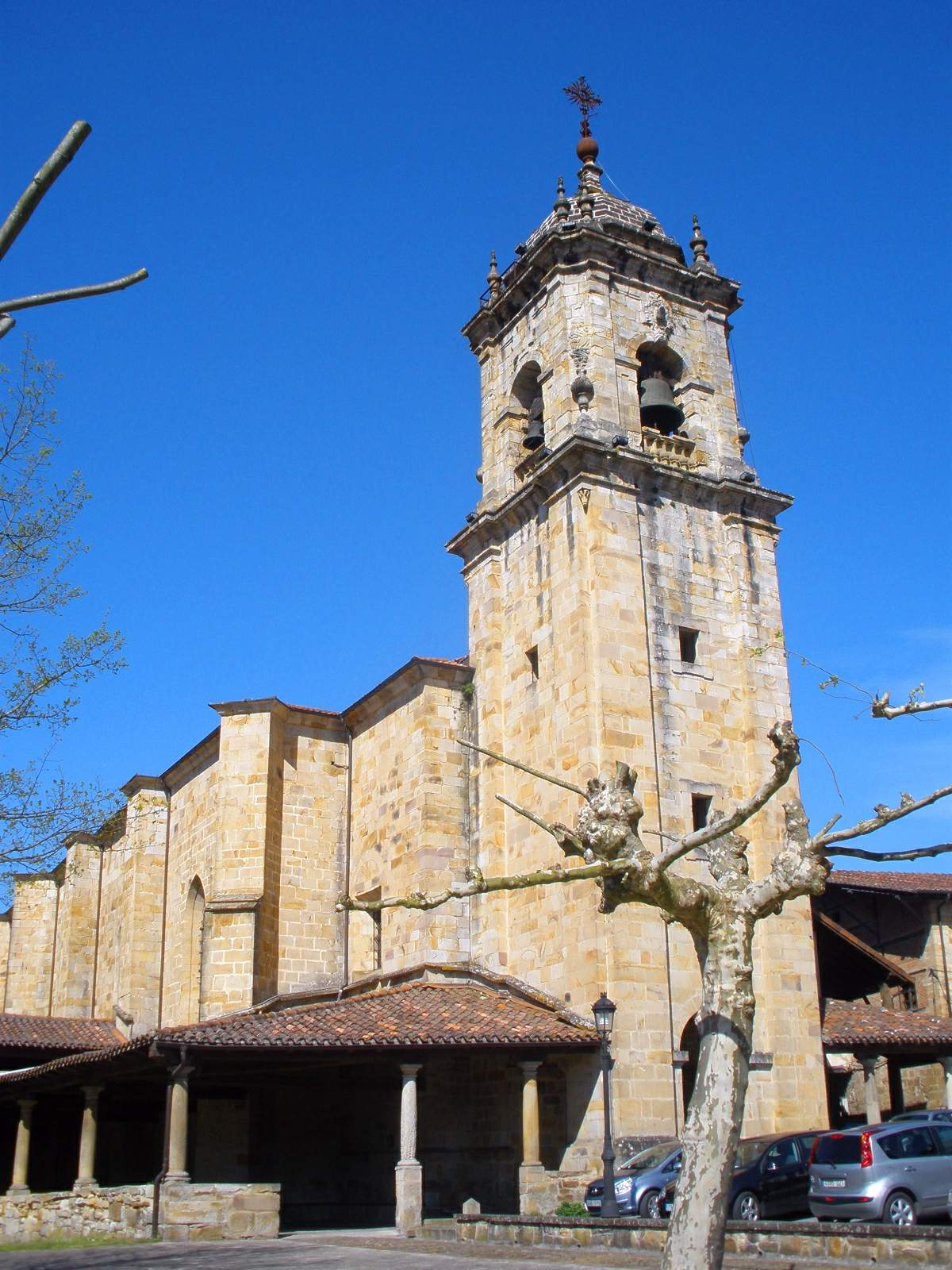
Augustinuskirche
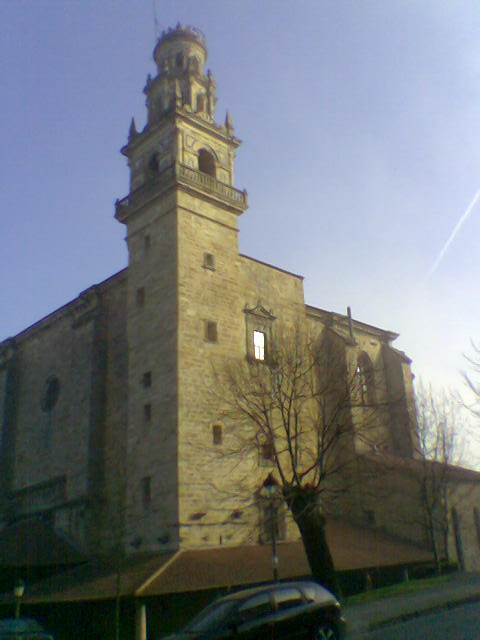
Basilika der Unbefleckten Empfängnis
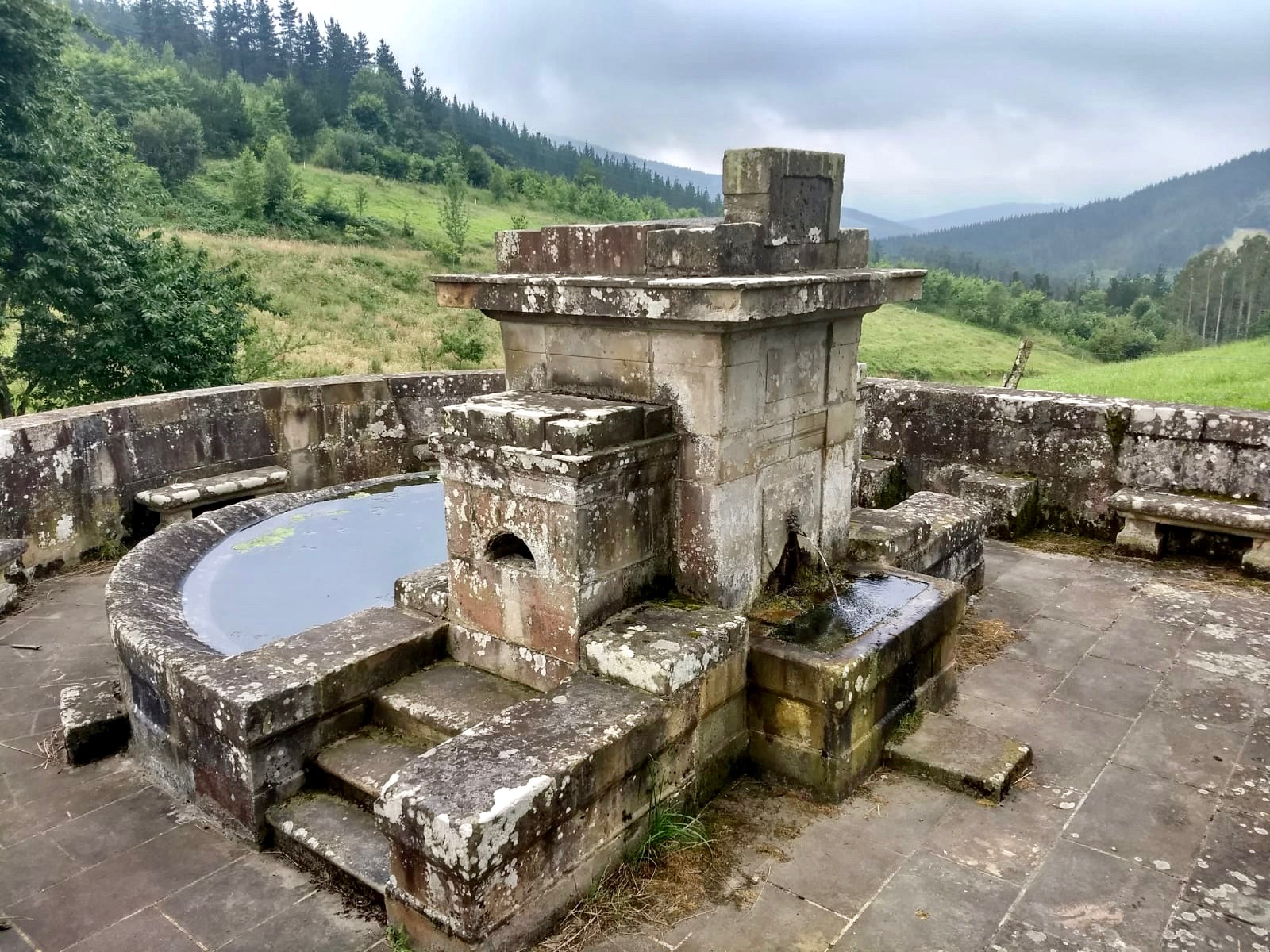
Brunnen von Berriozabaleta
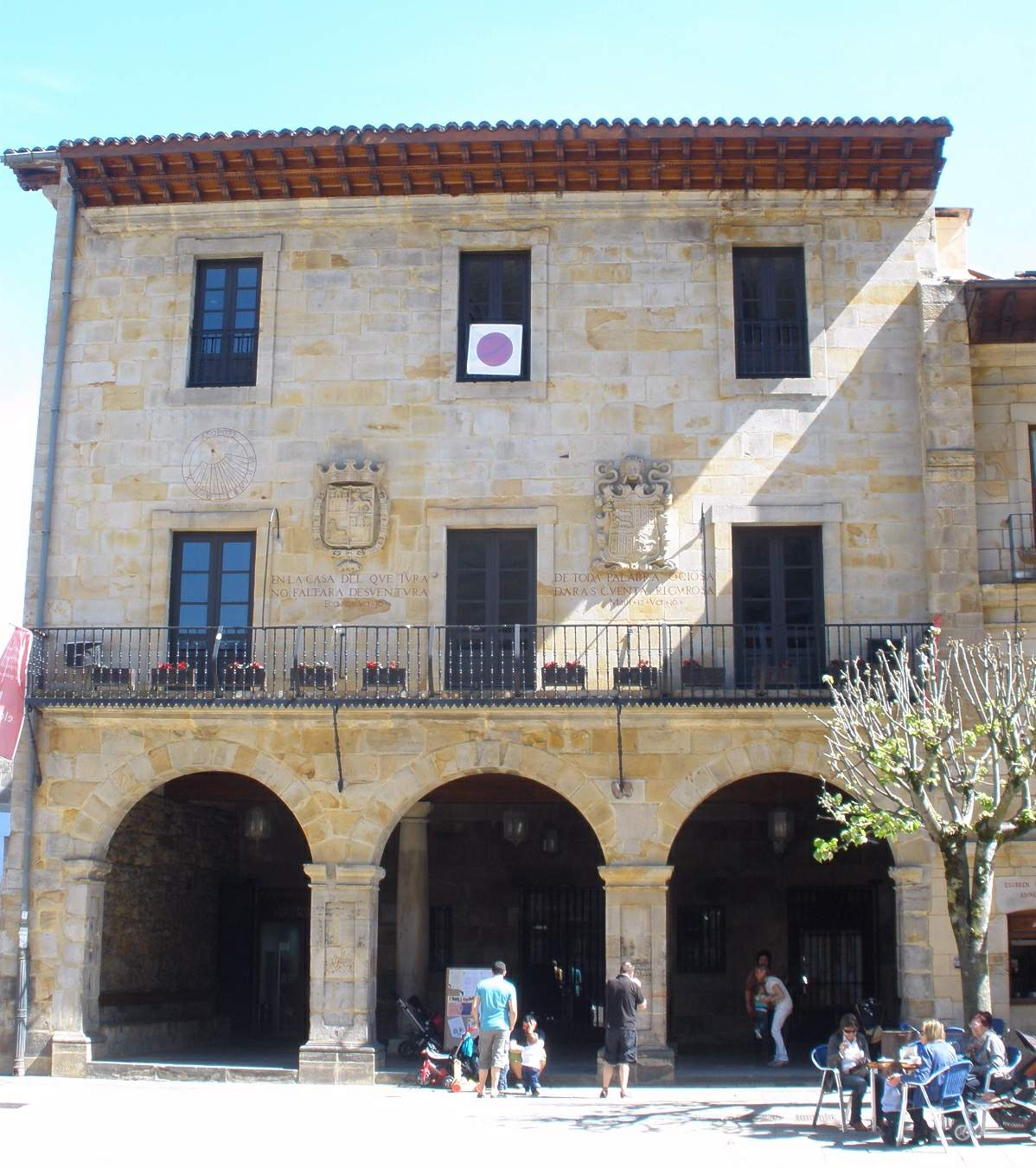
Rathaus

## Persönlichkeiten
- Valentín de Berriochoa (1827–1861), Dominikanermönch, Missionar in Vietnam und Titularbischof
- Ander Iturraspe (1895–1984), Ingenieur
- José Antonio Ardanza (1941–2024), Politiker
- Anne Igartiburu (* 1969), Fernsehpersönlichkeit
- Alejandro Goicoechea (* 1993), Fußballspieler